# Hillia palmana
Hillia palmana är en måreväxtart som beskrevs av Paul Carpenter Standley. Hillia palmana ingår i släktet Hillia och familjen måreväxter. Inga underarter finns listade i Catalogue of Life.